# Makoto
Макото Симидзу (яп. 清水 誠 Симидзу Макото, 1977, Токио, Япония) — японский диджей, играющий музыку в стиле Drum'n'Bass. Известен также под именем Makoto (яп. マコト).
Макото начал создавать собственную музыку, вдохновившись альбомом LTJ Bukem'a Logical Progression и Timeless от Goldie. Его композиции вскоре были замечены LTJ Bukem и представителями его лейбла Good Looking Records, с которым Макото впоследствии заключил профессиональный контракт: так последующие два альбома Макото («Human Elements» 2003 года и «Believe In My Soul» 2007) были выпущены именно на Good Looking Records.
Макото также участвовал в турне по Таиланду и Японии, запущенном в поддержку его альбомов.